# Międzynarodowy Festiwal Tańca Zawirowania
Międzynarodowy Festiwal Tańca Zawirowania (dawniej: Międzynarodowy Festiwal Teatrów Tańca Zawirowania) – festiwal poświęcony tańcowi i odbywający się w Warszawie. Powstał w 2005 z inicjatywy Włodzimierza Kaczkowskiego i Elwiry Piorun. Początkowo celem inicjatywy była konfrontacja zespołów z Europy Środkowej, wymiana doświadczeń i technik. Uwzględnienie w programie mało rozpoznanych w Polsce pod kątem tańca współczesnego krajów, takich jak, Słowacja, Czechy, Białoruś i Rosja, miało zwrócić uwagę na ciekawe działania, częściowo wspólny kontekst historyczny i możliwość współpracy. Jednak już od początku poza artystami z krajów poza Grupą Wyszehradzką oraz krajami sąsiedzkich w festiwalu uczestniczyli twórcy z całej Europy.
Każdego roku Teatr Tańca Zawirowania stara się tworzyć repertuar festiwalu w oparciu o konkretny temat lub region geograficzny. Od początku istnienia festiwalu, do Warszawy zapraszane są zarówno uznane zespoły taneczne, jak i mniejsze grupy z Europy i z całego świata: Cullberg Ballet, Kibbutz, Norrdans, Leesaar, Zapalla Dance Company, Granhoj Dans, Tchekpo Dance Company, China New Wave i wiele innych. Przeglądowi towarzyszy blok warsztatów edukacyjnych. 

## Edycje Międzynarodowego Festiwalu Teatrów Tańca Zawirowania[5]
- XXI edycja (od 19-06-2025 do 01-07-2025)
- XX edycja (od 17-06-2024 do 27-06-2024)
- XIX edycja (od 19-06-2024 do 25-06-2023 i od 24-09-2023 do 28-09-2023)
- XVIII edycja (od 22-06-2022 do 30-06-2022)
- XVII edycja (od 08-07-2021 do 12-07-2021 i od 18-07-2021 do 01-08-2021)[6][7]
- XVI edycja (od października do grudnia 2020 roku - zmiany w związku z pandemią koronawirusa)[8]
- XV edycja (od 26-05-2019 do 25-06-2019)[9]
- XIV edycja (od 22-06-2018 do 27-06-2018 i od 25-09-2018 do 30-09-2018)[10]
- XII edycja (od 22-06-2016 do 26-06-2016)[11]
- XI edycja (od 19-06-2015 do 25-06-2015)[12]
- X edycja (od 24-06-2014 do 29-06-2014 i od 19-11-2014 do 23-11-2014)[13]
- IX edycja (od 23-06-2013 do 30-06-2013)[14]
- VIII edycja (od 29-06-2012 do 07-07-2012)[15]
- VII edycja (od 25-06-2011 do 02-07-2011)[16]
- VI edycja (od 19-06-2010 do 27-06-2010)[17]
- V edycja (od 21-06-2009 do 28-06-2009)[18]
- IV edycja (od 19-06-2008 do 29-06-2008)
- III edycja (od 24-06-2007 do 01-07-2007)
- II edycja (od 22-06-2006 do 30-06-2006)
- I edycja (od 01-07-2005 do 03-07-2005 i od 21-09-2005 do 25-09-2005)